# فاراد
الفاراد هو إحدى وحدات النظام الدولي سميت نسبة للعالم مايكل فاراداي والفاراد هو سعة مكثف بين مستويين طولها لا نهائي والبعد بينهما 1 متر وفرق الجهد بين طرفيه 1 فولت أو هو السعة الكهربائية لموصل إذا اعطي شحنة مقدارها 1 كولوم تغير جهده بمقدار 1 فولت
{\displaystyle {\mbox{F}}=\,\mathrm {\frac {A\cdot s}{V}} ={\dfrac {\mbox{C}}{\mbox{V}}}={\dfrac {{\mbox{C}}^{2}}{\mbox{J}}}={\dfrac {{\mbox{C}}^{2}}{{\mbox{N}}\cdot {\mbox{m}}}}={\dfrac {{\mbox{s}}^{2}\cdot {\mbox{C}}^{2}}{{\mbox{m}}^{2}\cdot {\mbox{kg}}}}={\dfrac {{\mbox{s}}^{4}\cdot {\mbox{A}}^{2}}{{\mbox{m}}^{2}\cdot {\mbox{kg}}}}}
حيث :
- F فاراد
- A أمبير
- s ثانية
- V فولت
- C كولوم
- J جول
- N نيوتن
- m متر
- kg كيلوجرام